# اچام
اچام (به انگلیسی: Atcham) یک روستا و محله مدنی در بریتانیا است که در شروشر واقع شده‌است. اچام ۲۴۳ نفر جمعیت دارد.